# سيرغي بونومارينكو
سيرغي فلاديلينوفيتش بونومارينكو (الروسية: Серге́й Владиленович Пономаренко; من مواليد 6 أكتوبر 1960) هو راقص على الجليد سوفيتي تنافس مع الاتحاد السوفيتي والفريق الموحد. مع شريك التزلج وزوجته مارينا كليموفا، فهو البطل الأولمبي لعام 1992، والحائز على الميدالية الفضية الأولمبية لعام 1988، والحاصل على الميدالية البرونزية الأولمبية لعام 1984، وبطل العالم ثلاث مرات، وبطل أوروبا أربع مرات.